# Щось (фільм, 1982)
«Щось» (англ. The Thing) — американський фантастичний фільм жахів 1982 року. Режисер Джон Карпентер, композитор Енніо Морріконе, оператор Дін Канді. Сюжет заснований на повісті Джона Кемпбелла «Хто йде?». У 2011 році було знято однойменний приквел. На 1 березня 2024 року фільм займав 151-шу позицію у списку 250 кращих фільмів за версією IMDb.
Команда вчених американської дослідницької бази в Антарктиді стикається з істотою, що заражає людей і тварин. Відрізані від усього світу полярники вступають у нерівну сутичку з інопланетним монстром, пробудженим після тисячолітнього сну під льодом.

## Сюжет
Норвезький гелікоптер переслідує зараженого аляскинського маламута, який добігає до американської дослідницької станції. Американці бачать, як один з норвежців випадково підірвав вертоліт і себе. Норвежець-пілот стріляє в собаку і кричить на американців, але вони не розуміють його, адже він говорив норвезькою, і задля самооборони його застрелює командир станції Гаррі. Пілот американського вертольота Ар Джей МакРіді та доктор Коппер вирушають на норвезьку базу, щоб дізнатися в чому справа. База виявляється спаленою. Серед обгорілих руїн і замерзлих трупів вони знаходять останки двоголового гуманоїда, якого вони доставляють на американську станцію. Їхній біолог Блер проводить розтин останків. У гуманоїда виявляють нормальний набір людських органів.
Кларк відводить їздового собаку, що прибіг раніше, до інших собак. Тварина незабаром ніби розплавляється і з неї виростають тонкі щупальця та лапки. Собака поглинає інших тварин, на чиї крики збігається команда. Вони пробують застрелити монстра, але він виявляється несприйнятливим до куль, і Чайлдс використовує вогнемет, щоб спалити істоту. Блер проводить розтин тварюки і дізнається, що вона може ідеально наслідувати інші організми. Відновлені норвезькі дані приводять американців до великого місця розкопок, де міститься частково похований у кризі космічний корабель інопланетян. За оцінками Норріса, інопланетний корабель пролежав там щонайменше 100 000 років. У Блера стається нервовий зрив після того, як він запустив комп'ютерне моделювання, яке вказує на те, що істота може захопити все живе на Землі за кілька років (27000 годин), у випадку проникнення на континент. Станція впроваджує засоби контролю для зниження ризику асиміляції.
Двоголова гуманоїдна істота виявляється живою. Вона асимілює ізольованого Беннінгса, але Віндовс перериває процес. Він кличе МакРіді на допомогу, однак повернувшись вони виявляють, що Беннінгс-Щось тікає. Однак команда наздоганяє і спалює його. Блер саботує всі транспортні засоби, вбиває решту їздових собак і знищує радіо, щоб запобігти втечі будь-якого зараженого організму. Розгнівана команда замикає його в сараї для інструментів. Коппер пропонує провести тест, щоб порівняти кров кожного члена з незараженою кров'ю, що зберігається в сховищі, але, дізнавшись, що запаси крові були знищені, чоловіки перестають довіряти Гаррі, оскільки тільки він мав доступ до крові, й МакРіді бере на себе командування.
МакРіді, Віндовс і Наулс знаходять обгорілий труп Фукса і припускають, що він покінчив життя самогубством, щоб уникнути асиміляції. Віндовс повертається на базу, поки МакРіді та Ноулс досліджують хатину МакРіді. Повернувшись, Наулс покидає МакРіді під час сніжної бурі, вважаючи, що він асимілювався, після того, як знайшов його порваний одяг у приміщенні. Команда обговорює, чи дозволити МакРіді ввійти, але він вривається і погрожує підірвати все динамітом. Тим часом у Норріса стається зупинка серця.
Коли Коппер намагається дефібрилювати Норріса, його груди перетворюються на великий рот і відкушують Копперові руки; той помирає від втрати крові. МакРіді спалює Норріса-Щось, але голова померлого відривається і відрощує лапки, на яких намагається втекти, перш ніж її спалюють. Після інциденту МакРіді вбиває Кларка з метою самооборони, коли той кидається на нього ззаду з ножем. Він припускає, що голова Норріса-Щось є доказом властивості істоти формувати індивідуальні форми життя з власним інстинктом виживання. Він зв'язує всіх і послідовно перевіряє зразки крові за допомогою нагрітого шматка дроту. Тест проходять усі, окрім Палмера, чия кров уникає обпеченого металу. Палмер трансформується, звільняється від мотузок і заражає Віндовса, змушуючи МакРіді спалити їх обох.
Чайлдса залишають насторожі, а інші йдуть за Блером. Вони виявляють, що Блер втік і використовує компоненти вертольота, щоб зібрати невелику літаючу тарілку. Після повернення Чайлдс зник безвісти, а електрогенератор знищено. МакРіді припускає, що Щось має намір повернутися в сплячку, поки не прибуде рятувальна група. МакРіді, Гаррі та Ноулс вирішують підірвати всю станцію, щоб знищити монстра. Коли вони встановлюють вибухівку, Блер вбиває Гаррі, а Ноулс зникає. Трансформувавшись у величезну істоту, схожу на рептилоїда, Блер знищує детонатор. МакРіді підриває всю базу за допомогою динаміту.
МакРіді виживає після вибуху. Чайлдс повертається, кажучи, що заблукав у штормі, переслідуючи Блера. Виснажені і повільно замерзаючи до смерті, вони визнають марність своєї взаємної недовіри й діляться пляшкою шотландського віскі.

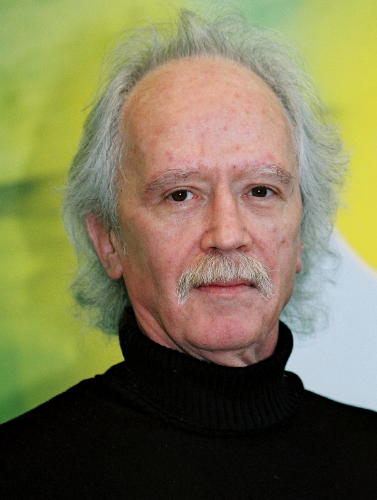
Джон Карпентер

## Акторський склад
- Курт Расселл — Ар Джей Макріді
- Вілфорд Брімлі — Др. Блер
- Кіт Девід — Чайлдс
- Т. К. Картер — Ноулс
- Девід Кленнон — Палмер
- Річард Е.Дайсарт — Коппер
- Чарльз Геллахан — Венс Норріс
- Пітер Мелоні — Джордж Беннінгсен
- Річард Мазур — Кларк
- Дональд Моффат — Гаррі
- Джоел Поліс — Фукс
- Едріенн Барбо — комп'ютер (голос, в титрах не зазначена)
- Джон Карпентер — норвежець на відео (в титрах не зазначений)